# Ahmed Aboutaleb
Ahmed Aboutaleb (Beni Sidel, Marruecos, 29 de agosto de 1961) es un político del Partido del Trabajo (PvdA) de los Países Bajos. Es de ascendencia bereber del Rif y posee la doble nacionalidad de los Países Bajos y Marruecos. Desde el 5 de enero de 2009, es el alcalde de la ciudad de Róterdam, siendo el primer alcalde de una gran ciudad en los Países Bajos de ascendencia inmigrante y fe musulmana. Anteriormente, se había desempeñado como Secretario de Estado de Asuntos Sociales y Empleo desde 22 de febrero de 2007 hasta el 12 de diciembre de 2008, en el Gabinete Balkenende IV.
Empezó como ingeniero electrónico, para pasar posteriormente al periodismo y la política. Emigró a Holanda desde Marruecos a los 15 años, y su amor por la poesía facilitó el aprendizaje de una lengua desconocida cuando su padre, un imam islámico, reunificó a su familia en 1976. Maneja el holandés con mayor soltura que muchos de sus conciudadanos autóctonos, y su carrera ha sido fulgurante.
Con ocasión del atentado contra la revista Charlie Hebdo, en enero de 2015, según el diario El País, Aboutaleb mandó "al infierno a los pistoleros. “Me llamo Ahmed Aboutaleb, soy alcalde de Róterdam y Yo soy Charlie”, dijo, en un perfecto francés, como un homenaje a los doce fallecidos en la redacción de la revista. Su opinión sobre los yihadistas le valió, sin embargo, un respingo oficial antes de la tragedia parisiense. En noviembre de 2014 contradijo al Gobierno holandés de centroizquierda en sus intentos de evitar los viajes de los radicales a Siria o Irak. “¿Quieren irse porque nuestra sociedad les parece depravada? Que se vayan y no vuelvan”, afirmó".